# Rudolf Vones
Rudolf Felix Vones (* 16. April 1906 in Innsbruck, Österreich-Ungarn; † 8. Oktober 1967 ebenda) war ein österreichischer Schauspieler bei Bühne und Film und ein Dokumentarfilmer.

## Leben und Wirken
Der Sohn des k.u.k.-Beamten Jakob Voneš und seiner Frau Maria, geb. Prchal, besuchte die Schauspielschule in Berlin und wirkte von 1932 bis 1942 an Bühnen der deutschen Reichshauptstadt. In dieser Zeit trat Rudolf Vones auch regelmäßig vor die Kamera und spielte eine Fülle von Chargen, etwa einen Offizier in Weiße Sklaven, einen Tankwart in Spiel im Sommerwind, einen Farmer in Kongo-Express, einen Hauptmann in Kampfgeschwader Lützow sowie jeweils einen Bauern in den beiden Farbproduktionen Die goldene Stadt und Das Bad auf der Tenne.
Nach seinem Militärdienst 1942 bis 1945 und kurzzeitiger Kriegsgefangenschaft ging Vones nach Wien, wo er seine Theaterarbeit fortsetzte und, jetzt nur noch selten, auch wieder vor die Kamera trat. Gelegentlich führte Vones auch Regie bei kurzen Dokumentarfilmen wie Jugend im Winter und Der gefährliche Fund. Eine seiner Arbeiten wurde in dem 1957 aufgeführten, abendfüllenden Kompilationsfilm Bunte Welt am großen Strom verwertet. Rudolf Vones, der zuletzt Domizile in Wien und Innsbruck besaß und mit der Schauspielerin Elisabeth „Lisel“ Vones verheiratet gewesen war, starb 1967 in seiner Geburtsstadt.

## Filmografie (Auswahl)
- 1935: Ehestreik
- 1936: Drei Mäderl um Schubert
- 1936: Das Schloß in Flandern
- 1936: Weiße Sklaven
- 1937: Die göttliche Jette
- 1937: Der Schimmelkrieg in der Holledau
- 1938: Narren im Schnee
- 1938: Zwei Frauen
- 1938: Spiel im Sommerwind
- 1939: Kongo-Express
- 1939: Zentrale Rio
- 1940: Kriminalkommissar Eyck
- 1940: Fahrt ins Leben
- 1940: Wunschkonzert
- 1940: Der dunkle Punkt
- 1940: Kopf hoch, Johannes!
- 1941: Kampfgeschwader Lützow
- 1941: Der Weg ins Freie
- 1941: Der Meineidbauer
- 1941: Himmelhunde
- 1942: Die goldene Stadt
- 1942: Diesel
- 1942: Das Bad auf der Tenne
- 1947: Spielereien (Kurzfilm)
- 1948: Arlberg-Express
- 1950: Ruf aus dem Äther
- 1953: Der Bauernrebell